# مالتوديكسترين
المالتوديكسترين هو نوع من السكريات قليلة التعدد  المشتقة من نشا الحبوب من خلال التحلل المائي الجزئي. عادةً ما يكون على شكل مسحوق أبيض مجفف بالرذاذ. المالتوديكسترين سهل الهضم، ويتم امتصاصه بنفس سرعة امتصاص الجلوكوز وقد يكون إما حلوًا بشكل معتدل أو عديم النكهة تقريبًا (اعتمادًا على درجة البلمرة). ويمكن العثور عليه كعنصر في مجموعة متنوعة من الأطعمة المصنعة.

## الأسماء المرادفة
Glucidex ; Lo-Dex ; Lycatab DSH ; Maltagran ; Maltrin ; Paselli .

## الاستخدام الصيدلاني
يُستخدم في تلبيس المضغوطات وكممدد في المضغوطات والمحافظ وكعامل رابط في المضغوطات كما يُعتبر عاملاً رافعاً للزوجة ، حيث يُستخدم في المضغوطات كعامل رابط وممدد في مضغوطات الضغط المباشر ومضغوطات التحثير الرطب .
و لم يظهر في حالة استعمال المالتوديكسترين أي أثر على معدّل التفكك للمضغوطات والمحافظ كما يتوجب استخدام شمعات المغنيزيوم كمُزلق في هذه الحالة .
تُستعمل محاليل مائية للقيام بعملية تلبيس المضغوطات هذه المحاليل يدخل في تركيبها المالتوديكسترين لتكوين الغشاء الرقيق المغطي للمضغوطة .
تُعتبر أصناف المالتوديكسترين التي تملك مكافئ ديكستروز DE عالياً نسبياً مناسبة جداً لصناعة المضغوطات القابلة للمص ، كما يمكن أن نستخدم المالتوديكسترين في الأشكال الصيدلانية السائلة لزيادة اللزوجة ومنع تبلور الشراب .

### علاجياً
يُستعمل كمصدر لكربوهيدرات (السكاكر) في التغذية ذلك أن التركيز الحلولي لمحاليله هي اخفض مما هي عليه في محاليل الديكستروز المساوية لها في القدرة الحرورية كذلك فإن المالتوديكسترين يدخل بشكل كبير في تحضير الحلويات والمنتجات الغذائية .

## التأثير على صحة الجسم
يتم هضم المالتوديكسترين بسرعة معطياً قدرة حرارية قيمتها تقارب 17 كيلوجول/غ ما يعادل 4 كيلوسعر/غ وقد تم تصنيفه ضمن فئة المواد غير السامّة وغير المخرشة.

## روابط خارجية
- Maltodextrin entry on Grokfood.com نسخة محفوظة 18 مارس 2009 على موقع واي باك مشين.